# Лара Фабиан
Лара Софи Кейти Крокарт  (на нидерландски: Lara Sophie Katy Crokaert), по-известна със сценичното си име Лара Фабиан (на френски: Lara Fabian), е белгийско-канадска поп певица, текстописец и актриса. 
Лара Фабиан владее няколко езика, като говори малко и фламандски диалект на нидерландския език. Песните си пее на 15 езика: основно на френски, италиански и английски, а също и на немски, испански, португалски, латински, неаполитански, сицилиански, гръцки, турски, иврит, руски, азербайджански и мандарин. Въпреки че не говори свободно много езици, тя е пяла някои от песните на тях на отговорни форуми: по повод 60-годишнината от Деня на независимостта на Израел пее на иврит. Лара Фабиан е издала около 15 студийни албума и си е създала име на международно ниво. До края на 2011 г. тя е продала над 18 милиона записа по целия свят,  а нейният вокален диапазон обхваща четири октави. 

## Биография
Родена е на 9 януари 1970 г. в Етербек, квартал на Брюксел, като Лара Софи Кейти Крокарт. Тя е единственото дете  на Пиер Крокарт, белгиец от фламандски произход, и Мария Луиза Серио, италианка от Сицилия. Първото име „Лара“ идва от главната героиня на филма „Доктор Живаго“. Това е единственото име, което се произнася по един и същи начин на всички езици и с всички акценти, за разлика от „Лора“, което първоначално нейната майка е искала да ѝ даде. Laura се произнася /ˈlau̯.ra/ на италиански, но /lo.ʁa/ на френски.  Прекарва първите си няколко години в Катания.
Тя започва да пее, танцува и ходи на уроци по пиано от ранна възраст и започва да получава официално музикално образование на осемгодишна възраст. На 14 години нейният баща ѝ позволява да пее в брюкселската кръчма Black Bottom („Черно дъно“) при условие, че той ѝ акомпанира на китара (преди да се преквалифицира като топлотехник, Пиер Крокарт е бил китарист и беквокалист). По време на 10-годишното си обучение тя започва да пише и публикува свои собствени песни, които са силно повлияни от нейната класическа музикална школа, както и от съвременни артисти като Барбара Стрейзънд и Куин. 
Започва музикалната си кариера в средата на 80-те години на ХХ век. Сценичното име на Лара е вдъхновено от нейния чичо на име Фабианo..  През 1988 г., едва 18-годишна, тя представя Люксембург на 33-ия Песенен конкурс „Евровизия“ с песента Croire („Вярвам“) и се класира 4-та.
През 1990 г. се установява в Монреал и от средата на 90-те години има значителни успехи. 
След като е била водеща на шоуто „La Voix“ в Квебек през 2018 г. и 2019 г., тя става такава през 2020 г. за френската версия на шоуто „The Voice: La Plus Belle Voix“ на TF1. След това тя е директор на изданията през 2021 г. и 2022 г. на Star Académie в Квебек.

## Дискография
Лара Фабиан твърди, че до 2019 г. е продала 20 милиона записи. Въпреки това, според различни медии, реалните ѝ рекордни продажби се оценяват на 12 милиона. 

### Студийни албуми
- Lara Fabian /на френски/ (1991)
- Carpe diem (1995)
- Pure (1996)
- Eponyme /Lara Fabian на английски/ (1999)
- Nue (2001)
- A Wonderful Life (2004)
- 9 (Neuf) (2005)
- Toutes les femmes en moi (2009)
- Every woman in me (2009)
- Mademoiselle Zhivago (2010)
- Le secret (2013)
- Ma vie dans la tienne (2015)
- Camouflage (2017)
- Papillon (2019)
- Lockdown Sessions (2020)

### Албуми на живо
- Lara Fabian Live 1998 (1998)
- Lara Fabian Live 2002 (2002)
- En toute intimité (2003)
- Un Regard 9 (Live) (2006)
- Toutes les femmes en moi font leur show (2011)
- Best of World Tour Live (2022)

### Компилации
- Long Box (2004)
- Best of (2010)
- Je me souviens… (2011)
- Essential (2015)
- Selection (2015)

## Музикални изяви

### Участия в албуми
- 1997: Плът и кост от Ричард Маркс за песента Surrender to me като дует
- 1997: Емили Джоли, нова версия на музикалната приказка (Песента на малкото тъжно цвете)
- 1998: Enfoirés en cœur и Stade de France 98 Johnny allume le feu: за песента Реквием за един луд с Джони Холидей
- 2001: The Odyssey of the Enfoirés: Aller plus haut с Рок Вуазин и Дaниел Леви, Et si tu n’existais pas с Дaниел Леви и смесeн вокал
- 2001: 2 от Флоран Пани за Et maintenant като дует
- 2003: Autour de la guitare (том 2) от Жан-Феликс Лалан за J'ai mal à ça
- 2003: Quand l’humain danse от Моран за Mais la vie... като дует
- 2003: Pluri((elles)) от Серж Лама за Red Balloons като дует
- 2005: Le train des Enfoirés: Hey oh с Ив Лекок, Sur un prélude de Bach с Елза Лунгини, Катрин Лара и Робен, Мюриeл Робен, Life teaches me nothing с Шимен Бади, Моран и Жан-Луи Обер, Prendre l'air с Жан-Жак Голдман и смесeн вокал
- 2005: Amore Musica от Ръсел Уотсън за The Alchemist като дует
- 2006: Произведено в Италия от Джиджи Д’Алессио за Un cuore malato като дует
- 2011: Gems - The Duets Collection от Майкъл Болтън за The Prayer като дует
- 2011: Rendez-vous от Nana Mouskouri за La Vie, l'Amour, la Mort като дует
- 2012: Un souhait de George Perris за Ma solitude като дует
- 2013: 20 - The Greatest Hits от Лаура Паузини за Io canto (Je chante) като дует
- 2014: Les Enfants du Top 50 c песента Une femme avec une femme
- 2014: Les Enfants du Top 50 c песента On se retrouvera като дует c Йоан Фрегет
- 2014: Make me yours tonight — EP като дует c Мустафа Джеджели (физическо издание на CD в Турция, дигитално разпространение по целия свят)
- 2015: Make Me Yours Tonight - Remixes
- 2017: Dark Matter du groupe Les Friction c песента You always knew като дует
- 2017: Le Cœur des femmes от Toни Кaрeйрa за възстановяване като дует от Je t'aime
- 2023: С Флоран Пани за Et maintenant като дует
- 2024: Песен Jusqu'au dernier от група Les Enfoirés („Негодниците“).

### Участия в концерти
- Песен на годината 2010 – изп. „Любовь похожая на сон“ (дует с Игор Крутой)
- Новата вълна 2012 – изп. „Trouver la vie, l’amour, le sens“, „Je t’aime encore“
- Новата вълна 2013 – изп. „Yin et yang“, „Angel pass away“
- Новата вълна 2014 – изп. „Furious“, „Running“
- Песен на годината 2014 – изп. „Любовь уставших лебедей“
- „Игор Крутой: В жизни бывает 60“ – изп. „Always“, „Любовь уставших лебедей“, „Toccami“, „Ангел-Хранитель“ (с всички страни)
- Новата вълна 2016 – изп. „LIora“, „Je t’aime encore“
- 35-та годишнина на Les Enfoirés – 2024

### Участия в конкурси
- „X-Factor (Украйна)“ – изп. „Adagio“, „Demain N'existe Pas“, „Mademoiselle Hyde“, „Je suis Malade“ (дует)
- „Собственост на Република: Игор Крутой“ – изп. „Любовь, похожая на сон“

### Музика от филми и телевизионни филми
- 1992: Оригинален саундтрак за филма „Сняг и огън“ (песен Let me dream)
- 1996: Оригинален саундтрак към анимационния филм „Гърбушкото от Нотр Дам“ (квебекска версия)
- 2000: Музика за ТВ филм „Кръгът на Доусън“, 2-ри сезон за песента Givin’ Up on You
- 2001: Оригинален саундтрак на филма „Изкуствен интелект“ (песен For Always, присъства само в саундтрака, но не и във филма, соло и в дует с Джош Гробан)
- 2002: Оригинален саундтрак на филма „Реална фантазия“: The Creatures of the Mind (обща песен The dream within и вокални сола по темата на филма)
- 2004: Оригинален саундтрак за музикалния филм De-Lovely (песен So in love в дует с Марио Франгулис)
- 2017: Оригинален саундтрак за късометражния филм Cello от Aнжи Сю с песента Remember me
- 2018: Оригинален саундтрак към квебекския анимационен филм La Course des tuques с песента What If.

## Личен живот
От 1989 до 1997 г. Лара Фабиан е имала връзка с автора на песни Рик Алисън (р. 1964).
През 1998 г. тя среща Патрик Фиори (р. 1969), когато той отива в Канада. След кратка връзка, двойката се разделя през нощта на новата 2000 г. През 2021 г., по време на издаването на книгата ѝ „Je passe à table“, Лара Фабиан предизвиква  край на „трагичната“ история.
Тя споделя живота си от 2003 до 2006 г. с друг автор на песни, Жан-Феликс Лалан (р. 1962).
След това Лара Фабиан е имала като спътник френския продуцент, режисьор и композитор Жерар Пулличино (р. 1958). Заедно имат дъщеря Лу, родена на 20 ноември 2007 г. Двойката се разделя през 2012 г.
По време на церемония, подготвена с най-голяма дискретност, на 28 юни 2013 г. тя се омъжва за новия си спътник Габриел ди Джорджо, магьосник от сицилиански произход. През октомври 2020 г. в документален филм, посветен на него, певицата разкрива, че е изстрадала спонтанен аборт през март 2017 г. 